# 阎家大院
38°35′20″N 113°06′11″E / 38.58889°N 113.10306°E
阎锡山旧居又称阎家大院，位于山西省忻州市定襄县河边镇。

## 历史
由阎锡山建于20世纪20年代，1986年被列为山西省文物保护单位，2013年被列为第七批全国重点文物保护单位。

## 画廊
- 大门
- 第一进院
- 第一进院的正厅
- 第一进院的正厅
- 第一进院
- 台基
- 第三进院大楼俯瞰
- 得一楼
- 得一楼